# 하야마 미쿠
하야마 미쿠(일본어: 葉山美空, 1994년 3월 14일 ~ )는 2015년에 데뷔한 일본의 AV 여배우이다.